# Let 175 United Airlines
Let 175 United Airlines je bil redni komercialni let potniškega letala Boeing 757-223 družbe United Airlines, ki se je 11. septembra 2001 zaletel v južni stolp WTC - ja v New Yorku, pri tem pa je na letalu umrlo vseh 65 ljudi vključno z petimi terroristi Al Kaide, ki so ugrabili letalo.   
Letalo je vzletelo iz mednarodnega letališča Boston's Logan in je bilo namenjeno v Los Angeles. 28 minut po vzletu so ugrabitelji poškodovali tri potnike, enega so celo ubili. Nato pa so vdrli v pilotsko kabino, ubili pilota in kopilota ter ugrabili letalo. Eden od ugrabiteljev Marwan al-Shehhi je prevzel nadzor nad letalom. Po ugrabitvi so potniki začeli telefonirati z prijatelji in družino ter posredovali informacije o ugrabitvi.   
Ob 9:03:02 se je letalo zaletelo v južni stolp WTC - ja, z hitrostjo 870 km na uro. Trk leta 175 je bil edini viden v živo na televiziji po celem svetu. Stolp je zadel v jugo - vzhodni del, kar je vplivalo na zgodnjo zrušitev stolpa. Južni stolp se je zrušil ob 9:59. Med pospravljanjem ruševin so delavci našli veliko ostankov od leta 175, vendar niso našli trupla od ljudi, ki so bili na letalu.   

## Ugrabitelji
Med ugrabitelji na letu 175 je bil pilot Marwan al - Shehhi. Njegova naloga je bila pilotirati letalo do tarče in vanjo trčiti. Na krovu so bili tudi štirje mišični ugrabitelji. Njihova naloga je bila vdreti v kabino ter obvladovati potnike in posadko. To so bili: Fayez Banihammad, Mohand al - Shehri, Hamza al - Ghamdi in Ahmed al - Ghamdi.

## Posadka
Na tem letu je ta dan svojo nalogo opravljalo letalo Boeing 767 - 200. Na krovu je bilo 56 potnikov in 9 članov posadke. Kapitan letala je bil Victor Saracini, prvi častnik Michael Horrocks in stevardesi Robert Fangman, Amy Jarret, Amy King, Kathryn Laborie, Alfred Marchand, Michael Tarrou in Alicia Titus.

## Let
United 175 je iz letališča Boston Logar vzletel ob 8:14, v času, ko je bil American 11 ugrabljen. Po vzletu se je letalo poravnalo s destinacijo ter nadeljevalo let na zahod proti Los Angelesu. Ob 8:37 so nadzorniki letališča Boston Logar pilota in kopilota na letu 175 vprašali, ali vidijo American 11. Kapitan je povedal, da let 11 leti na jug, nadzorniki pa so mu povedali, naj se United 175 izogiba letu 11. Kapitan je povedal, da je po radiu iz leta 11 slišal sumljiv govor: "Zdi se, da je nekdo vklopil mikrofon in vsem ukazal, naj ostanejo na sedežih. To je bil zadnji prenos leta 175. 
Ob 8:42 so ugrabitelji pričeli z akcijo. Medtem je bil American 11 še štiri minute oddaljen od severnega stolpa WTC - ja. Ugrabitelji so zabodli oba pilota ter ju vrgli iz kabine, potnike pa so napodili na konec letala. Ob 8:46 je Marwan al - Shehhi letalo spustil na nadmorsko višino 12.400 m ter začel obračati letalo proti tarči. Letalo se je obrnilo na severovzhod. Minuto po trku leta 11 v severni stolp, so nadzorniki ugotovili, da je let 175 spremenil smer. Za razliko od leta 11, ki je radio kmalu po ugrabitvi ugasnil, je radio na letu 175 še nekaj časa deloval tako, da so lahko približno vedeli kaj se dogaja na letu 175. Dve minuti po ugrabitvi leta 77 je al - Shehhi prijel mikrofon in potnikom povedal: "Halo, tukaj kapitan. Na letalu je bomba in moramo se vrniti na letališče. Samo ostanite mirni". 
United 175 je med letenjem skoraj zadel letalo Delta Air Lines Flight 2315. Delta je bil prvi let, ki je ugotovil, da je United 175 ugrabljen. United 175 se na opozorila nadzornikov ni odzval, ampak je nadaljeval pot proti trači in pri tem mu je pot prikrižala Delta Air Lines. En nadzornik je pilotu Delta naročil: "Naredite katerokoli izogibanje. Imamo letalo za katerega ne vemo, kaj počne". Ko so se ugrabitelji izognili delti, je United 175 nadeljeval pot v New York. Medtem so potniki telefonirali z svojci na tleh in jim povedali, da so na ugrabljenem letalu. 
Ob 9:01 se je United 175 začel spuščati nad New Yorkom. Nadzorni stolp v Newarku ga je opazil in ga opazoval kam leti. United 175 se je nagnil in ob 9:03 trčil v južni stolp WTC - ja (Stolp 2) s hitrostjo 870 km/h. Njegov trk je bil edini trk, ki so ga posnele televizijske kamere v živo.

## Zrušitev stolpa
United 175 je stolp zadel v jugovzhodni del med 77. in 85. nadstropjem, kar je vplivalo na zgodnjo zrušitev stolpa. Trup in krila so uničila vsa dvigala in skoraj vsa stopnišča. Edino stopnišče, ki je ostalo nepoškodovano, je bilo stopnišče A. Po tem stopnišču je iz nadstropij nad trkom pobegnilo le 5 ljudi. 
Južni stolp se je zrušil ob 9:59 potem, ko je gorel 56 minut. 